# Joseph Kwaku Afrifah-Agyekum
Joseph Kwaku Afrifah-Agyekum (* 22. Dezember 1954 in Akimu Swedru, Diözese Koforidua) ist Bischof von Koforidua in Ghana.

## Leben
Afrifah-Agyekum wurde am 17. Juli 1983 zum Priester geweiht und in die Diözese Accra inkardiniert. Seit der Errichtung der Diözese Koforidua im Jahr 1992 gehört er zur neuen Diözese. Nach seiner Priesterweihe hatte er folgende Ämter inne: Pfarrvikar in der Kathedrale von Accra (1983–1985); Pfarrer der Pfarrei „St. Peter’s“ in Osu (1985–1986); Doktorat in Bibelwissenschaft an der Päpstlichen Athenaeum Sant’Anselmo in Rom (1986–1992); Pfarrer der Pfarrei „St. George’s“ in Koforidua, Administrator der Kathedrale und Generalvikar in Koforidua (1992–1993). Seit 2005 war er Diözesanadministrator der Diözese.
Er wurde am 12. April 2006 von Papst Benedikt XVI. zum Bischof von Koforidua ernannt. Der Erzbischof von Accra, Gabriel Charles Palmer-Buckle, spendete ihm am 1. Juli desselben Jahres die Bischofsweihe; Mitkonsekratoren waren der Erzbischof von Kumasi, Peter Kwasi Sarpong, und der Erzbischof von Tamale, Gregory Ebolawola Kpiebaya.